# 兄弟领袖和革命导师

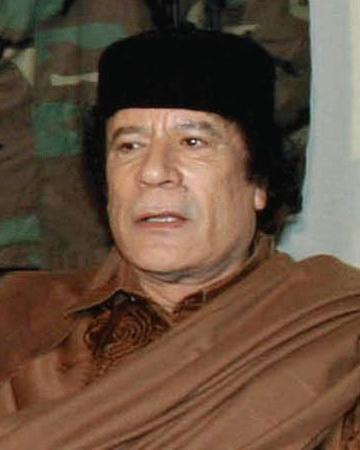
穆阿迈尔·卡扎菲

大阿拉伯利比亚人民社会主义民众国兄弟领袖和革命导师（阿拉伯语：‎），1986年以前称阿拉伯利比亚人民社会主义民众国兄弟领袖和革命导师，是前利比亚最高领导人穆阿迈尔·卡扎菲于1979年—2011年持有的头衔。卡扎菲声称自己只是国家官方治理结构的象征性人物。然而，批评者长期以来将他称为独裁者，指责他的职位是事实上的政治职务，尽管当时的利比亚官方否认他拥有任何权力。